# Stübchensberg
Der Stübchensberg ist ein gut 271 Meter hoher, bewaldeter Bergrücken auf der Grenze der Wuppertaler Stadtteile Elberfeld und Barmen.

## Topologie
Der Höhenzug liegt im nördlich des geografischen Zentrums Wuppertals und erstreckt sich in Ost-West-Richtung. Nördlich liegt der Ortsteil Uellendahl, südlich der Ortsteil Clausen. Am nördlichen Fuß des Bergrückens verläuft der Mirker Bach und am südlichen der Schönebeck. Westlich liegt der benachbarte, zu dem Bergrücken zugehörige Uellendahler Berg, an dessen Westflanke sich der jüdische Friedhof am Weinberg befindet. 
Die Südflanke des Stübchensberges wird von der Bundesautobahn 46 durchschnitten, dahinter liegt das Helios Klinikum Wuppertal.
Auf dem Höhenrücken verlief die Stadtgrenze der beiden ehemals selbstständigen Großstädten Elberfeld und Barmen, heute die Stadtbezirksgrenze zwischen den Wuppertaler Stadtbezirken Uellendahl-Katernberg und Barmen.

## Sage
Mit dem Stübchensberg ist eine Sage verbunden. So soll dort ein Galgen gestanden haben, auf dem ein Unschuldiger hingerichtet worden ist. Unmittelbar nach der Hinrichtung erwies sich die Unschuld und der Galgen wurde sofort abgebrochen, der Richter legte sofort vor Ort sein Amt nieder. Die Stelle des Galgen ist seitdem immer feucht, weil die Tränen um den Hingerichteten dort hervorquellen.